# Phalloceros lucenorum
Espèce
Synonymes
Phalloceros lucenorum est une espèce de poissons du genre Phalloceros et de la famille des Poeciliidae.

## Étymologie
Phalloceros : du grec phallos = pénis et du grec keras = corne ; lucenorum : est un patronyme pour Carlos AS Lucena et Zilda Margarete S. Lucena, en reconnaissance de leurs nombreuses contributions à l'ichtyologie néotropicale.

## Répartition géographique
Cette espèce est endémique d'Amérique du Sud: "Rio Juquia", un affluent du drainage du "rio Ribeira" de Iguape à São Paulo au Brésil.